# Keude Blang (Idi Rayeuk)
Keude Blang is een bestuurslaag in het regentschap Aceh Timur van de provincie Atjeh, Indonesië. Keude Blang telt 971 inwoners (volkstelling 2010).